# Crepidomanes malabaricum
Crepidomanes malabaricum là một loài dương xỉ trong họ Hymenophyllaceae. Loài này được C.A.Hameed & Madhus. mô tả khoa học đầu tiên năm 1999.
Danh pháp khoa học của loài này chưa được làm sáng tỏ. 